# GHOSTY BLOW
Ghosty Blow（ゴースティー・ブロウ）は札幌出身の6人組ミクスチャー・ロックバンドである。
2002年に札幌市にて結成。2005年コロムビアミュージックエンタテインメントよりメジャーデビュー。2008年活動休止。

## メンバー
- 奈良巧介（Vocal）
  - 1978年5月18日生まれ、北海道旭川市出身。札幌大学経済学部卒業。
  - 活動休止後は広告デザイン会社でコピーライターとして働きながら、エレクトロDJユニット「Fanatic Brothers」 で活動。
  - FM NORTH WAVEのパーソナリティも務める。
- A-2Sick（Vocal）
  - 1978年8月17日生まれ、北海道別海町出身。
- TACMI（Bass）
  - 1980年6月25日生まれ、北海道釧路市出身。
- 俊（Drums）
  - 1978年9月3日生まれ、北海道北見市出身。
- 真也（Turn Tables）
  - 1980年4月27日生まれ、北海道音更町出身。
- JOHN（Guitar）[2002-2006，2012-]
  - 1979年5月18日生まれ、北海道網走市出身。

## 作品

### シングル
- opensesami!!/sparklingbrown（2003.12）限定シングル
- アイスクリーム（2004.11.03）テレビ東京系「給与明細」エンディング・テーマ
- ダイヤモンドダスト（2005.08.24）

### アルバム
- 癖(やみつき)（2004.04.07）ミニアルバム
- HORROR MANIA（2005.02.23）ミニアルバム
- GHOSTY BLOW（2006.09.06）1stフルアルバム